# Premio Anthoine Hubert
Il Premio Anthoine Hubert, in onore e nel ricordo del pilota francese Anthoine Hubert morto nella gara in Belgio del Campionato FIA di Formula 2 del 2019, è un premio che viene assegnato ogni anno al miglior Rookie di Formula 2, scelto.
Il premio è stato istituito in occasione della cerimonia tenutasi l'8 dicembre 2019 a Monte Carlo per la consegna dei premi ai migliori piloti della categoria del campionato 2019.

## Storia
La prima edizione nel 2019 viene vinta dal pilota cinese Zhou Guanyu, dopo un'ottima prima stagione nella serie, il pilota del team UNI-Virtuosi Racing ha ottenuto cinque podi e ha chiuso settimo in classifica. Zhou dopo aver corso altri due anni in Formula 2 passa nel 2022 in Formula 1 con il team Alfa Romeo. 
La seconda edizione del trofeo viene vinta dal pilota nipponico Yuki Tsunoda, pilota del vivaio della Red Bull Junior Team compie una ottima stagione d'esordio conquistando tre vittorie e altri quattro podi. Tsunoda chiude terzo in classifica, dietro ai più esperti Mick Schumacher e Callum Ilott. Nel 2021, l'anno seguente il pilota giapponese passa in Formula 1 con il team italiano AlphaTauri.
Nel 2021 il premio Anthoine Hubert viene vinto da Oscar Piastri. La prima stagione in Formula 2 del pilota dell'Alpine Academy è straordinaria, vince sei gare e si laurea campione nella serie. Prima del pilota australiano solo Charles Leclerc e George Russell erano riusciti a vincere il campionato da Rookie. L'australiano dopo un anno come terzo pilota in Alpine F1 Team diventa pilota titolare dalla stagione 2023 per il team McLaren.
La quarta edizione viene vinta dal pilota nipponico Ayumu Iwasa in forza al team DAMS. Iwasa ha ottenuto due vittorie (entrambi Feature Race) è ha concluso quinto in campionato e secondo tra i Rookie dietro al futuro pilota di Formula 1, Logan Sargeant. Il quale è si stato il miglior Rookie del anno guardando la classifica, ma la giuria ha scelto Iwasa per ritirare il premio.   
La quinta edizione (2023) viene vinta dal pilota della ART Grand Prix, Victor Martins. Il pilota francese ha chiuso quinto in classifica, primo tra i Rookie davanti a Oliver Bearman. La stagione seguente il premio viene consegnato al brasiliano Gabriel Bortoleto, vincitore da esordiente del campionato, il quarto pilota a riuscirci. Bortoleto è il miglior Rookie davanti a  Paul Aron e ad Andrea Kimi Antonelli.     

## Albo d'oro
| Anno | Pilota            | Team                | Anni in F1    | Team                           |
| ---- | ----------------- | ------------------- | ------------- | ------------------------------ |
| 2019 | Zhou Guanyu       | UNI-Virtuosi Racing | 2022-2024     | Alfa Romeo (22-23) Sauber (24) |
| 2020 | Yuki Tsunoda      | Carlin              | 2021-presente | AlphaTauri (21-23) RB (24-)    |
| 2021 | Oscar Piastri     | Prema Racing        | 2023-presente | McLaren (23-)                  |
| 2022 | Ayumu Iwasa       | DAMS                | Tba           | Tba                            |
| 2023 | Victor Martins    | ART Grand Prix      | Tba           | Tba                            |
| 2024 | Gabriel Bortoleto | Invicta Racing      | 2025-presente | Sauber (25-)                   |